# Chevilly (Loiret)
Chevilly é uma comuna francesa na região administrativa do Centro, no departamento Loiret. Estende-se por uma área de 41,42 km². Em 2010 a comuna tinha 2 699 habitantes (densidade: 65,2 hab./km²).